# Carl Burchard (Verwaltungsbeamter)
Carl Hermann Franz Ernst Burchard (* 12. Dezember 1884 in Stallupönen in Ostpreußen; † 1955) war ein deutscher Jurist und Landrat.

## Leben
Carl Burchard wurde als Sohn des Landrats und Verwaltungsgerichtsdirektors Franz Burchard und dessen Ehefrau Olga Schmalz geboren und absolvierte nach dem Abitur am Gymnasium Görlitz ein Studium der Rechtswissenschaften an den Universitäten in Würzburg, Genf und Breslau, wo er 1908 zum Dr. jur. promovierte.
Nach seiner Vereidigung für den Staatsdienst im März 1907 war er zunächst beim Amtsgericht Friedeberg eingesetzt und kam 1912 als Regierungsassessor zum Landratsamt Siegen.
Bevor er im August 1918 als Assessor zum Reichsministerium für Ernährung und Landwirtschaft wechselte, war er 1914 Vertreter des Landrats in Hörde (1914) und Dortmund (1916).
Am 15. Februar 1921 wurde ihm die kommissarische Verwaltung des Landratsamtes des Kreises Rotenburg (Fulda) übertragen; am 29. Juli 1921 erhielt er die definitive Ernennung zum Landrat.
Zum Jahresbeginn 1924 wechselte er zur Bezirksregierung Arnsberg und im Jahr darauf zur Bezirksregierung Düsseldorf. Dort blieb er bis 1932, als er Regierungsrat bei der Bezirksregierung Frankfurt/Oder wurde.